# Heterooecium
Heterooecium is een geslacht van mosdiertjes uit de familie van de Tendridae. De wetenschappelijke naam van het geslacht is voor het eerst geldig gepubliceerd in 1892 door Hincks.

## Soorten
De volgende soorten zijn bij het geslacht ingedeeld:
- Heterooecium amplectens (Hincks, 1881)
- Heterooecium brevispina Levinsen, 1909